# Varanus kingorum
Varanus kingorum este o specie de reptile din genul Varanus, familia Varanidae, descrisă de Storr 1980. Conform Catalogue of Life specia Varanus kingorum nu are subspecii cunoscute.

## Galerie

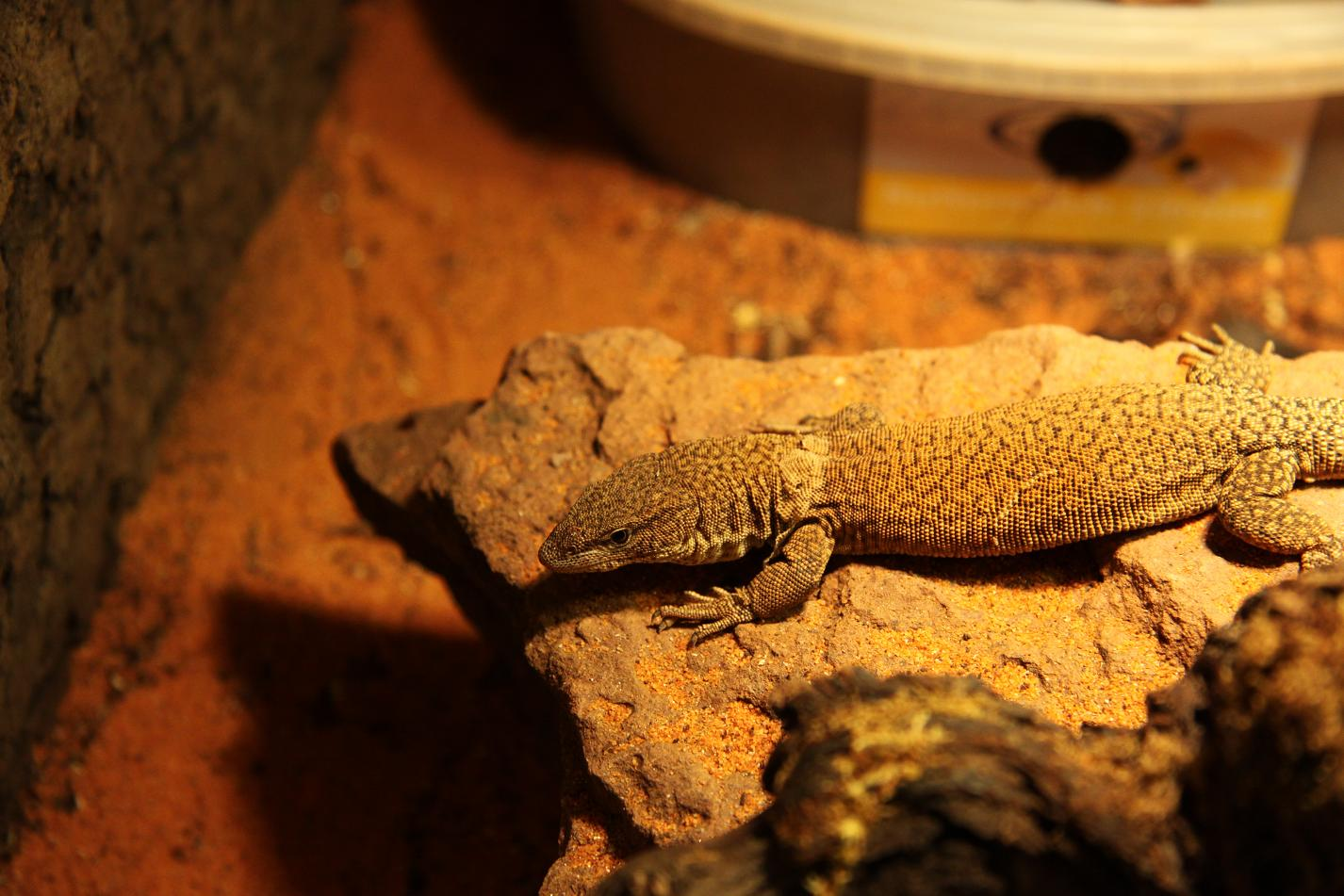